# Georg Meier
Georg Meier (Tréveris, 26 de agosto de 1987) es un jugador de ajedrez alemán que desde 2021 compite por Uruguay. Tiene el título de Gran Maestro desde 2007. En la lista de Elo de la Federación Internacional de Ajedrez (FIDE) de julio de 2022, tenía un Elo de 2613 puntos, lo que le situaba como el jugador número 1 (en activo) de Uruguay y 179 del mundo. Su máximo Elo fue de 2671 puntos en la lista de enero de 2012 (posición 76 en el ranking mundial).
En octubre de 2021 pasó a competir por Uruguay.

## Resultados destacados en competición
Aprendió las reglas del ajedrez con 3 o 4 años. En 2003 fue Campeón de Alemania Sub-16. En 2009 ganó el Abierto de Pamplona. Participó en la Copa del Mundo de 2009 donde eliminó en la primera ronda a Tigrán Petrosián, pero fue eliminado en la segunda ronda por Maxime Vachier-Lagrave. En 2011 fue campeón de Europa por equipos en Porto Carras, Grecia, jugando como segundo tablero del equipo alemán.
En febrero de 2015 ganó el Open Elite Hotels jugado en Växjö, Suecia, con 7½ puntos de 8, un punto por delante de Erik Blomqvist, Yuri Solodovnichenko, Drazen Dragicevic y Ralf Åkesson. El mismo año fue campeón del Abierto de Västerås con 7 puntos de 9, los mismos puntos pero con mejor desempate que Emanuel Berg, Hans Tikkanen, Aryan Tari y Martin Lokander.
Meier ha participado, representando a su país de origen, en tres Olimpiadas de ajedrez entre los años 2008 y 2014, con un resultado de (+10 =14 -2). Su mejor resultado lo obtuvo en la Olimpiada de 2008 con 7 de 9 (+5 =4 -0).
Además, ha participado una vez representando a Uruguay, en Chennai 2022, con un resultado de (+6 =3 -1), en una gran actuación. Su única derrota fue frente al campeón mundial Magnus Carlsen, luego de una épica partida de seis horas y 80 movimientos, que se decidió sobre el final luego de un desarrollo equilibrado.